# William H. Macy
William Hall Macy Jr. (Miami, 13 marzo 1950) è un attore, sceneggiatore e produttore cinematografico statunitense.
Attore versatile, passa dalla televisione ai film indipendenti fino alle grosse produzioni hollywoodiane, come l'interpretazione del dottor Morgenstern nella serie E.R. - Medici in prima linea, Benny & Joon, Il cliente, L'isola dell'ingiustizia - Alcatraz, Fargo, Boogie Nights - L'altra Hollywood, Jurassic Park III, Magnolia, Pleasantville, Seabiscuit - Un mito senza tempo, fino a Inland Empire - L'impero della mente di David Lynch e Bobby di Emilio Estevez. È anche noto al pubblico per aver interpretato il ruolo di Frank Gallagher nel remake americano della serie britannica Shameless.
Grazie alla sua interpretazione in Fargo è stato candidato al Premio Oscar al migliore attore non protagonista del 1997. Inoltre, si è aggiudicato due Premi Emmy e quattro Screen Actors Guild Awards ed ha ricevuto quattro candidature al Golden Globe.

## Biografia
È di origini inglesi, ma nel suo albero genealogico si trovano anche influenze scozzesi, irlandesi, francesi, svizzere, olandesi e spagnole.
Nel 1971, si trasferisce a Chicago, dove fonda insieme a David Mamet la compagnia St. Nicholas Theater Company, recita a teatro in molte opere dell'amico e ottiene un ruolo in uno spot televisivo. Nel 1980 si sposta a New York. Durante la sua permanenza nella grande mela interpreta oltre cinquanta spettacoli Broadway e Off-Broadway. Uno dei suoi primi ruoli sul grande schermo è una tartaruga di nome Socrate nel film Il ragazzo che amava Trolls (1984). Interpreta un ruolo secondario in un episodio della serie General Hospital. Inoltre appare in numerosi film tra cui La casa dei giochi, Le cose cambiano, Homicide, Oleanna (riprendendo il ruolo già interpretato a teatro), Sesso & potere, Hollywood, Vermont. e Spartan.
La popolarità giunge grazie al suo ruolo in Fargo (1996), per il quale è candidato all'Oscar al miglior attore non protagonista. Negli anni novanta e duemila è presente in svariate pellicole, tra cui Benny & Joon, Al di sopra di ogni sospetto, Goodbye Mr. Holland, L'agguato - Ghosts from the Past, Air Force One, Boogie Nights - L'altra Hollywood, Pleasantville, Happy, Texas, Mystery Men, Magnolia, Jurassic Park III, Panic, Welcome to Collinwood, Seabiscuit - Un mito senza tempo, The Cooler e Sahara.

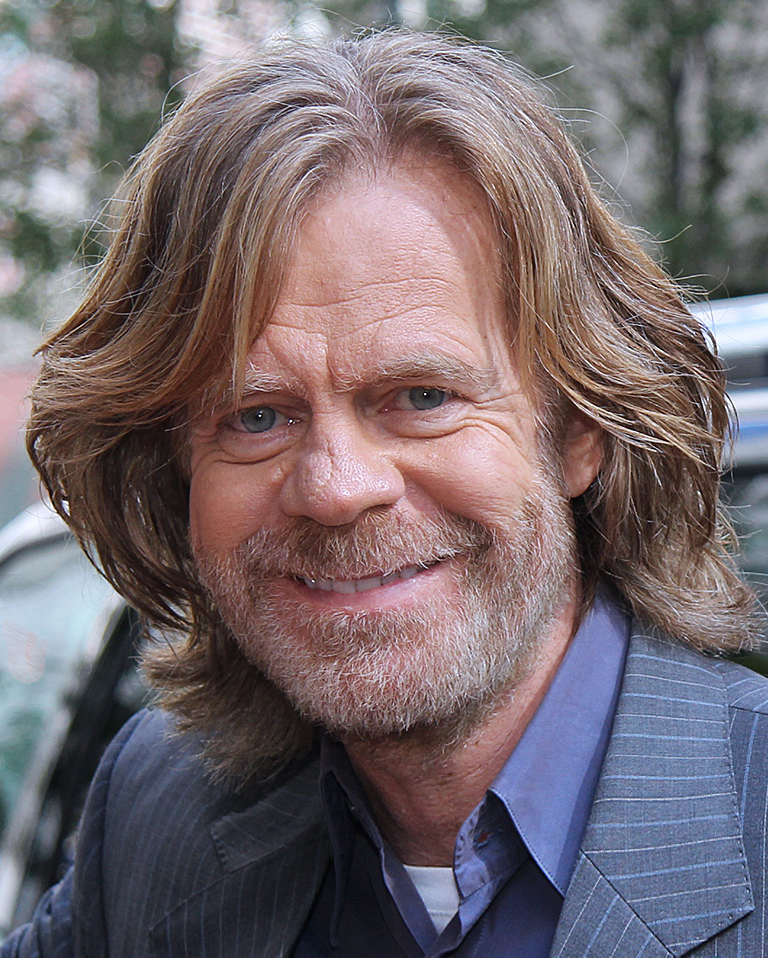
William H. Macy al Toronto International Film Festival 2012

Macy vanta anche un certo numero di ruoli in televisione, tra cui una comparsata in The Unit, dove interpreta il Presidente degli Stati Uniti e in sei episodi di Sports Night (per cui è candidato all'Emmy Award). Nel 2003 vince due Emmy Award, uno come miglior attore protagonista, e uno come co-sceneggiatore per il film La vera storia di Billy Porter, un film drammatico basato sulla storia vera di Bill Porter, venditore porta a porta di Portland, Oregon, nato con paralisi cerebrale. Il suo ruolo televisivo più famoso è nella serie televisiva E.R. - Medici in prima linea dove interpreta dal 1994 al 1998 il dottor David Morganstern.
Nel 2007 recita in Svalvolati on the road insieme a John Travolta, Tim Allen e Martin Lawrence, un film su uomini di mezza età che per rivivere la giovinezza perduta partono in sella alle loro Harley-Davidson da Cincinnati verso la California e il Nuovo Messico. Nel 2009 recita in The Maiden Heist - Colpo grosso al museo, una commedia dove è co-protagonista al fianco di Morgan Freeman e Christopher Walken. Nel 2010 è scritturato come protagonista della serie targata Showtime Shameless dove interpreta la parte di un padre single alcolizzato. Dopo il successo riscosso, la serie è stata rinnovata fino all'undicesima stagione, e si è conclusa nel 2021. Per la sua interpretazione, Macy riceve il plauso della critica, ottenendo la candidatura al Premio Emmy nel 2014, 2015, 2016 e 2017 come Miglior attore protagonista in una serie commedia e vincendo lo Screen Actors Guild Award nel 2015, nel 2017 e nel 2018 come Migliore attore in una serie commedia.

## Vita privata

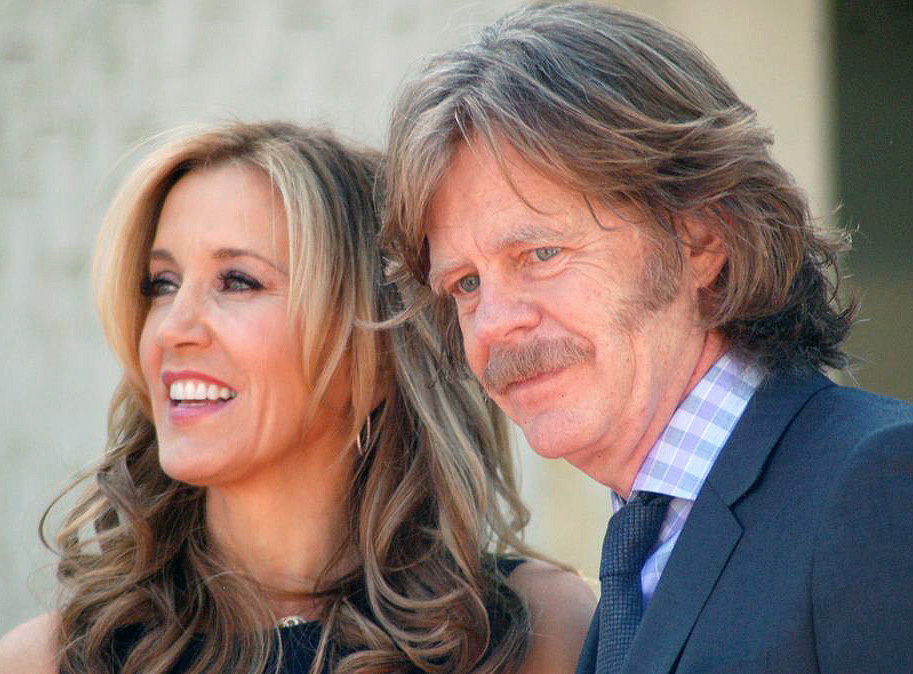
Macy insieme alla moglie Felicity Huffman alla cerimonia in cui ricevettero la stella della Hollywood Walk of Fame nel 2012

Di fede luterana, il 6 settembre 1997 ha sposato, dopo 15 anni di fidanzamento, l'attrice Felicity Huffman. Hanno avuto due figlie: Sophia Grace (nata il 1º agosto 2000) e Georgia Grace (nata il 15 marzo 2002).

## Filmografia

### Attore

#### Cinema
- Ovunque nel tempo (Somewhere in Time), regia di Jeannot Szwarc (1980)
- Senza traccia (Without a Trace), regia di Stanley R. Jaffe (1983)
- Wargames - Giochi di guerra (War Games), regia di John Badham (1983)
- L'ultimo drago (The Last Dragon), regia di Michael Schultz (1985)
- Radio Days, regia di Woody Allen (1987)
- La casa dei giochi (House of Games), regia di David Mamet (1987)
- Le cose cambiano (Things Change), regia di David Mamet (1988)
- Homicide, regia di David Mamet (1991)
- Ombre e nebbia (Shadows and Fog), regia di Woody Allen (1992)
- Benny & Joon, regia di Jeremiah S. Chechik (1993)
- In cerca di Bobby Fischer (Searching for Bobby Fischer), regia di Steven Zaillian (1993)
- Le cinque vite di Hector (Being Human), regia di Bill Forsyth (1994)
- Il cliente (The Client), regia di Joel Schumacher (1994)
- Oleanna, regia di David Mamet (1994)
- Goodbye Mr. Holland, regia di Stephen Herek (1995)
- Evolver - Un amico pericoloso (Evolver), regia di Mark Rosman (1995)
- Pecos Bill - Una leggenda per amico (Tall Tale), regia di Jeremiah S. Chechik (1995) - non accreditato
- L'isola dell'ingiustizia - Alcatraz (Murder in the First), regia di Marc Rocco (1995)
- Giù le mani dal mio periscopio (Down Periscope), regia di David S. Ward (1996)
- Fargo, regia di Joel Coen e Ethan Coen (1996)
- L'agguato - Ghosts from the Past (Ghosts of Mississippi), regia di Rob Reiner (1996)
- Air Force One, regia di Wolfgang Petersen (1997)
- Boogie Nights - L'altra Hollywood (Boogie Nights), regia di Paul Thomas Anderson (1997)
- Sesso & potere (Wag the Dog), regia di Barry Levinson (1997)
- A Civil Action, regia di Steven Zaillian (1998)
- Jerry & Tom, regia di Saul Rubinek (1998)
- Pleasantville, regia di Gary Ross (1998)
- Psycho, regia di Gus Van Sant (1998)
- Happy, Texas, regia di Mark Illsley (1999)
- Mystery Men, regia di Kinka Usher (1999)
- Magnolia, regia di Paul Thomas Anderson (1999)
- Hollywood, Vermont. (State and Main), regia di David Mamet (2000)
- Panic, regia di Henry Bromell (2000)
- Jurassic Park III, regia di Joe Johnston (2001)
- Focus, regia di Neal Slavin (2001)
- Natale con i Muppet (It's A Very Merry Muppet Christmas Movie), regia di Kirk Thatcher (2002)
- Welcome to Collinwood, regia dei fratelli Russo (2002)
- La vera storia di Billy Porter (Door to Door), regia di Steven Schachter (2002)
- Seabiscuit - Un mito senza tempo (Seabiscuit), regia di Gary Ross (2003)
- The Cooler, regia di Wayne Kramer (2003)
- Ho rapito Sinatra (Stealing Sinatra), regia di Ron Underwood (2003)
- Cellular, regia di David R. Ellis (2004)
- Spartan, regia di David Mamet (2004)
- U-429 - Senza via di fuga (In Enemy Hands), regia di Tony Giglio (2004)
- Edmond, regia di Stuart Gordon (2005)
- Sahara, regia di Breck Eisner (2005)
- Thank You for Smoking, regia di Jason Reitman (2005)
- Cellular, regia di David R. Ellis (2005)
- Inland Empire - L'impero della mente (Inland Empire), regia di David Lynch (2006)
- Bobby, regia di Emilio Estevez (2006)
- Svalvolati on the road (Wild Hogs), regia di Walt Becker (2007)
- Un uomo qualunque (He Was a Quiet Man), regia di Frank Cappello (2007)
- Love Shooting (The Deal: Sexy Backstage), regia di Steven Schachter (2008)
- Il mistero della pietra magica (Shorts), regia di Robert Rodriguez (2009)
- The Maiden Heist - Colpo grosso al museo (The Maiden Heist), regia di Peter Hewitt (2009)
- Sansone (Marmaduke), regia di Tom Dey (2010)
- Dirty Girl, regia di Abe Sylvia (2010)
- The Lincoln Lawyer, regia di Brad Furman (2011)
- The Sessions - Gli incontri (The Sessions), regia di Ben Lewin (2012)
- A Single Shot, regia di David M. Rosenthal (2013)
- Cake, regia di Daniel Barnz (2014)
- Ti lascio la mia canzone (Rudderless), regia di William H. Macy (2014)
- Room, regia di Lenny Abrahamson (2015)
- Blood Father, regia di Jean-François Richet (2016)
- Krystal, regia di William H. Macy (2017)
- Ti presento i suoceri (Maybe I Do), regia di Michael Jacobs (2023)
- Il regno del pianeta delle scimmie (Kingdom of the Planet of the Apes), regia di Wes Ball (2024)
- Ricky Stanicky: L'amico immaginario (Ricky Stanicky), regia di Peter Farrelly (2024)
- The Running Man, regia di Edgar Wright (2025)

#### Televisione
- Law & Order - I due volti della giustizia (Law & Order) - serie TV, episodi 1x06-2x17 (1990-1992)
- The Heart of Justice, regia di Bruno Barreto – film TV (1992)
- Al di sopra di ogni sospetto (Above Suspicion), regia di Steven Schachter – film TV (1995)
- The Tom Green Show, 1 episodio (1997)
- Sports Night – serie TV, 6 episodi (1999-2000)
- Il venditore dell'anno - film TV (2002)
- The Unit - serie TV, 1 episodio (2004)
- Reversible Errors - Falsa accusa, regia di Mike Robe - film TV (2004)
- Incubi e deliri (Nightmares & Dreamscapes: From the Stories of Stephen King) - miniserie TV (2006)
- E.R. - Medici in prima linea (ER) - serie TV, 31 episodi (1994-2009)
- Shameless - serie TV, 134 episodi (2011-2021)
- The Dropout - serie TV (2022)

### Doppiatore
- Il segreto di NIMH 2 - Timmy alla riscossa (The Secret of NIMH 2: Timmy to the Rescue), regia di Dick Sebast (1998)
- I Cuordileone (The Lionhearts) - serie animata (1998)
- Piccolo grande eroe (Everyone's Hero), regia di Colin Brady, Christopher Reeve e Dan St. Pierre (2006)
- Curioso come George (Curious George) - serie animata (2006-2007)
- Le avventure del topino Despereaux (The Tale of Despereaux), regia di Sam Fell (2008)

### Regista
- Audience ad ogni costo (Lip Service) - film TV (1988)
- Ti lascio la mia canzone (Rudderless) (2014)
- Un uragano all'improvviso (The Layover) (2017)
- Krystal (2017)

### Sceneggiatore
- In famiglia e con gli amici (Thirtysomething) - serie TV, 1 episodio (1991)
- Home Fires - serie TV, 1 episodio (1992)
- Al di sopra di ogni sospetto (Above Suspicion), regia di Steven Schachter (1995)
- Il sogno di ogni donna (Every Woman's Dream) - film TV, regia di Steven Schachter (1996)
- L'imbroglio (The Con) - film TV, regia di Steven Schachter (1998)
- A Slight Case of Murder, regia di Steven Schachter (1999)
- La vera storia di Billy Porter (Door to Door) - film TV, regia di Steven Schachter (2002)
- Just a Walk in the Park - film TV, regia di Steven Schachter (2002)
- The Wool Cap - film TV, regia di Steven Schachter (2004)
- Family Man - film TV, regia di Steven Schachter (2008)
- Love Shooting (The Deal: Sexy Backstage), regia di Steven Schachter (2008)
- Shameless - serie TV (2012-2021)

## Riconoscimenti
- Premio Oscar
  - 1997 – Candidatura all'miglior attore non protagonista per Fargo

- Primetime Emmy Awards
  - 2003 – Migliore attore protagonista in una miniserie o film per Porta a porta

## Doppiatori italiani
Nelle versioni in italiano delle opere in cui ha recitato, William H. Macy è stato doppiato da:
- Luca Dal Fabbro in Cellular, Un uomo qualunque, Il mistero della pietra magica, The Maiden Heist - Colpo grosso al museo, The Lincoln Lawyer, Cake, The Dropout, Ti presento i suoceri , Il regno del pianeta delle scimmie
- Sergio Di Giulio in E.R. - Medici in prima linea, A Civil Action, Natale con i Muppet, Seabiscuit - Un mito senza tempo, Edmond, The Unit
- Antonio Sanna in Boogie Nights - L'altra Hollywood, Magnolia, Jurassic Park III, Thank You for Smoking, The Sessions - Gli incontri
- Ambrogio Colombo in In cerca di Bobby Fischer, Psycho, Bobby, Sansone
- Mino Caprio in Fargo, Sesso & potere, Room, Blood Father
- Marco Mete in Le cose cambiano, Svalvolati on the road, Ricky Stanicky - L'amico immaginario
- Nino Prester ne Il cliente, Air Force One, Happy, Texas
- Fabrizio Pucci in Law & Order - I due volti della giustizia (ep. 2x17), Incubi e deliri
- Eugenio Marinelli in L'isola dell'ingiustizia - Alcatraz, Mystery Men
- Massimo Corvo in Giù le mani dal mio periscopio, Welcome to Collinwood
- Gino La Monica in Pleasantville, Sahara
- Renato Cecchetto in The Cooler, Ti lascio la mia canzone
- Paolo Marchese in Ho rapito Sinatra, Reversible Errors - Falsa accusa
- Stefano De Sando in Homicide, Oleanna
- Ennio Coltorti in Love Shooting, Stealing Cars
- Simone Mori in Benny & Joon
- Giorgio Locuratolo in Le cinque vite di Hector
- Carlo Sabatini in Goodbye Mr. Holland
- Raffaele Farina in The con la truffa
- Paolo Poiret in Un adorabile testardo
- Angelo Maggi in Al di sopra di ogni sospetto
- Carlo Cosolo in L'agguato - Ghosts from the Past
- Gianni Giuliano in Hollywood, Vermont
- Gianni Williams ne Il venditore dell'anno
- Alessandro Rossi in Spartan
- Maurizio Reti in U-429 - Senza via di fuga
- Saverio Indrio in Shameless
- Carlo Valli in A Single Shot

Da doppiatore è sostituito da:
- Vittorio De Angelis in Il segreto di NIMH 2 - Timmy alla riscossa
- Paolo Marchese ne I Cuordileone
- Oliviero Dinelli in Piccolo grande eroe
- Massimo De Ambrosis in Curioso come George
- Mino Caprio in Le avventure del topino Despereaux